# Vojnik
Vojnik (in tedesco Hoheneck) è un comune di 8 368 abitanti della Slovenia centrale. È un piccolo borgo a Nord di Celje, lungo le rive del fiume Hudinja. Il luogo fu abitato dai Romani e di quell'epoca conserva un tratto di strada e molte pietre tombali incorporate nei muri delle chiese.